# مالگورا
مالگورا (انگلیسی: Malgora) یک قله در استان ولوگدای کشور روسیه است.